# Ropa (település)
Ropa falu Horvátországban, Dubrovnik-Neretva megyében. Közigazgatásilag Mljethez tartozik.

## Fekvése
Dubrovnik városától légvonalban 53 km-re északnyugatra, községközpontjától légvonalban 7, közúton 9 km-re északnyugatra, a Mljet szigetének közép-nyugati részén, a déli part közelében, a Podropa-öböl felett 89 méter magasan fekszik. 

## Története
A települést valamivel több mint kétszáz évvel ezelőtt a 19. század elején alapította néhány babino poljei család a Dugo polje nevű termékeny mező közelében. 1880-ban 43, 1910-ben 32 lakosa volt. 1918-ban az új szerb-horvát-szlovén állam, majd később Jugoszlávia része lett. 1925-ben felépítették templomukat. A település 1991-től a független Horvátországhoz tartozik. 2011-ben 37 lakosa volt. Lakói szőlőtermesztéssel és állattartással foglalkoznak. Hangulatos autóskempingje öreg olajfák lombjai alatt fekszik.

## Népesség

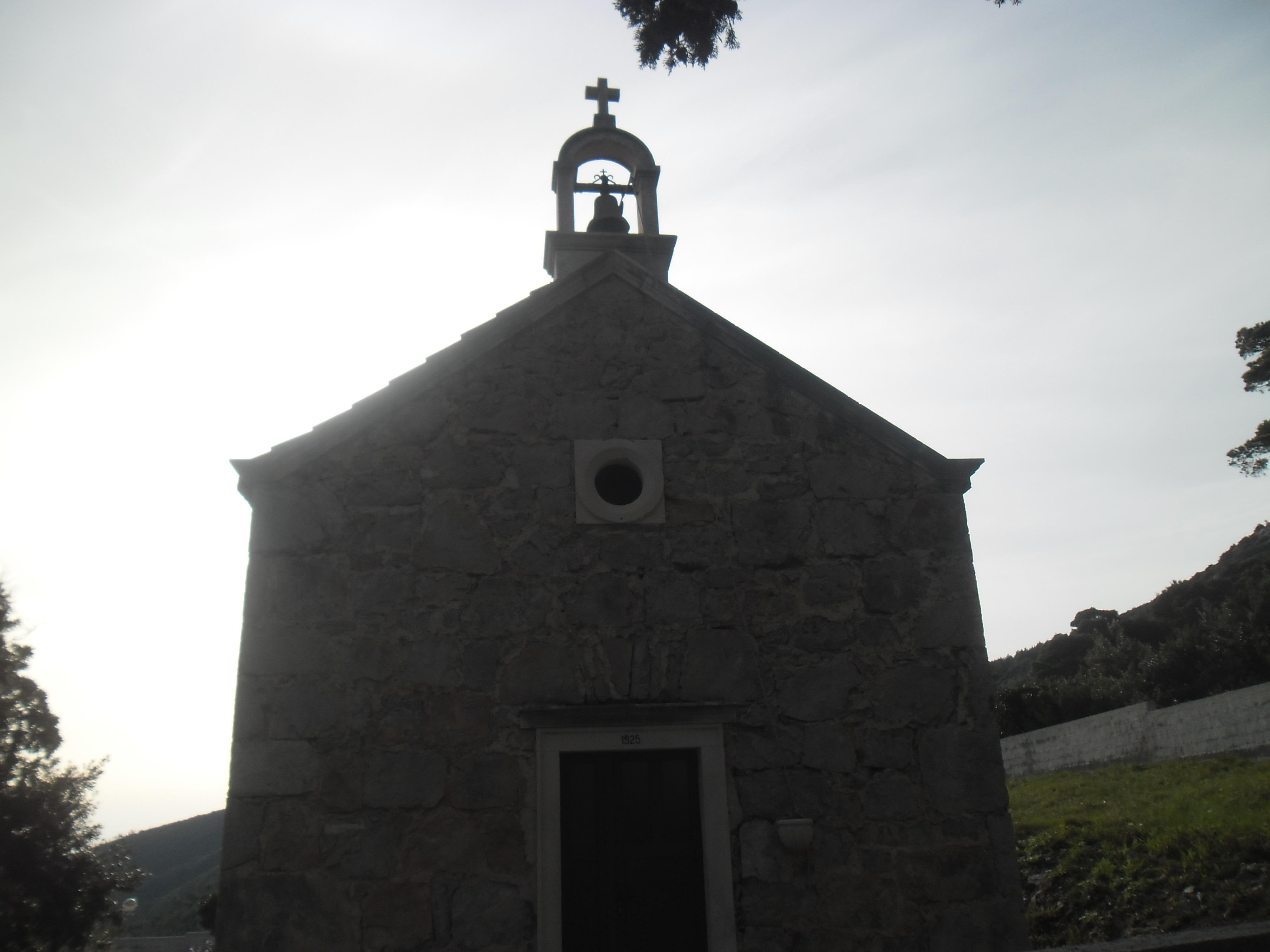
A Szent Antal templom

| Lakosság változása | Lakosság változása | Lakosság változása | Lakosság változása | Lakosság változása | Lakosság változása | Lakosság változása | Lakosság változása | Lakosság változása | Lakosság változása | Lakosság változása | Lakosság változása | Lakosság változása | Lakosság változása | Lakosság változása | Lakosság változása |
| ------------------ | ------------------ | ------------------ | ------------------ | ------------------ | ------------------ | ------------------ | ------------------ | ------------------ | ------------------ | ------------------ | ------------------ | ------------------ | ------------------ | ------------------ | ------------------ |
| 1857               | 1869               | 1880               | 1890               | 1900               | 1910               | 1921               | 1931               | 1948               | 1953               | 1961               | 1971               | 1981               | 1991               | 2001               | 2011               |
| 0                  | 0                  | 43                 | 10                 | 29                 | 32                 | 0                  | 0                  | 62                 | 60                 | 40                 | 29                 | 25                 | 19                 | 32                 | 37                 |

## Nevezetességei
- Páduai Szent Antal tiszteletére szentelt temploma 1925-ben épült. Körülötte található a falu temetője.

- A Ropa-öböl a mediterrán barátfóka ritka élőhelyeinek egyike.